# Seonhak-dong
Seonhak-dong (koreanska: 선학동) är en stadsdel i staden Incheon i den nordvästra delen av Sydkorea, 29 km sydväst om huvudstaden Seoul. Den ligger i  stadsdistriktet Yeonsu-gu.